# Santuário de Nossa Senhora da Lapa

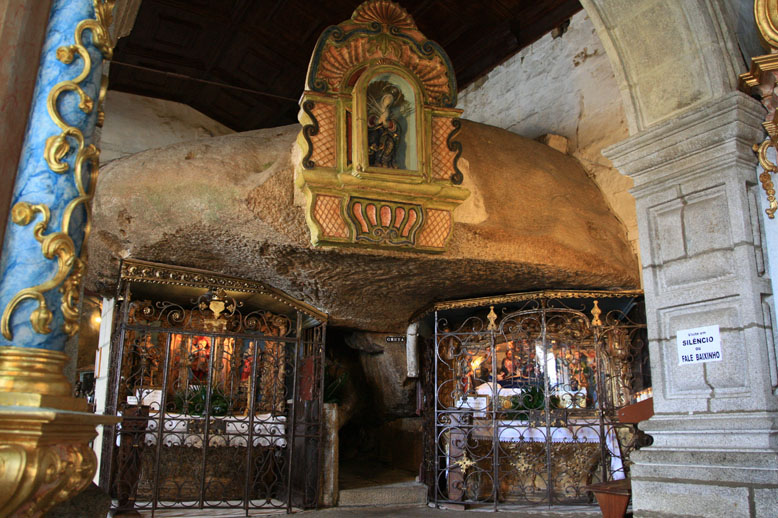
A grande lapa que abriga os retábulos da igreja e o nicho dedicado à estátua original de Nossa Senhora da Lapa.

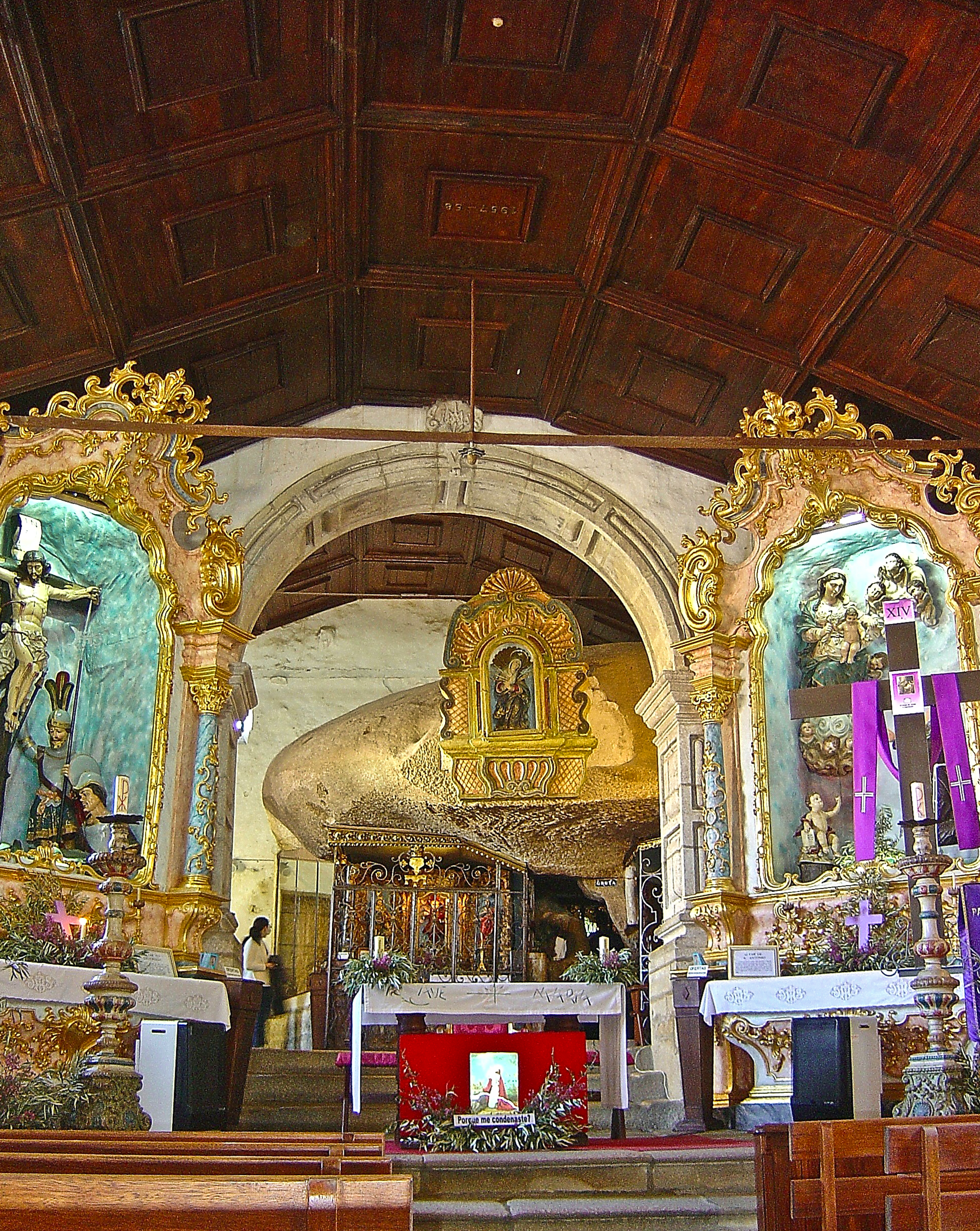
Interior da igreja do Santuário de Nossa Senhora da Lapa.

O Santuário de Nossa Senhora da Lapa, também referido como Residência da Companhia de Jesus, é um santuário mariano situado na freguesia de Quintela, no município Sernancelhe, em Portugal, nele se encontrando a imagem original da Nossa Senhora da Lapa.
O Santuário de Nossa Senhora da Lapa está classificado como Imóvel de Interesse Público desde 1951.

## História
A primitiva capela foi construída em 1498. A actual igreja foi construída no século XVII pelos jesuítas, que muito promoveram as peregrinações.
O altar de Nossa Senhora da Lapa foi erguido no local onde, segundo a lenda, a pastora Joana encontrou a imagem escondida pelas religiosas.
O Santuário guarda na capela-mor o rochedo (lapa) milagroso com a imagem da Senhora da Lapa.
São de salientar tesouros sem conta oferecidos, até por reis e rainhas, e a cenografia dos altares da Crucificação e da Morte de São José.
Este santuário de Senhora da Lapa e a Catedral de Santiago de Compostela na Galiza, em tempos, chegaram a ser os dois santuários mais importantes da Península Ibérica.
É a 15 de Agosto de cada ano que se celebra a festa da Senhora da Lapa, atraindo milhares de peregrinos em cumprimento de promessas ou por simples devoção.
Ainda na Beira Alta e a cerca de 15 km de distância, localiza-se o Santuário do Senhor dos Caminhos que, depois da Senhora da Lapa, é um dos maiores centros de romaria da região. A sua festividade celebra-se em data móvel, no Domingo da Santíssima Trindade

## Culto a Nossa Senhora da Lapa
O culto à nossa senhora da Lapa está espalhado por Portugal, Brasil e outras antigas colónias portuguesas, encontrando-se inúmeras igrejas dedicadas à Nossa Senhora da Lapa:
- Igreja da Lapa Chaves)
- Igreja da Lapa (Póvoa de Varzim) - Póvoa de Varzim
- Igreja da Lapa (Porto) - Porto
- Convento da Lapa - Salvador (Bahia)
- Igreja da Lapa (Braga) - Braga
- Igreja da Lapa (Arcos de Valdevez)